# Egils Levits
Egils Levits, latvijski politik, * 30. junij 1955, Riga, Latvija.
Levits je latvijski politik, pravnik in politolog, ki je bil od leta 2019 do 2023 predsednik Latvije. Med letoma 2004 in 2019 je bil tudi član Evropskega sodišča.
V pozni sovjetski dobi je bil član Narodne fronte Latvije in je leta 1990 prispeval k razglasitvi ponovne neodvisnosti Latvije. Bil je podpredsednik vlade in latvijski minister za pravosodje med letoma 1993 in 1994 ter med leti 1994 in 1995 veleposlanik na Madžarskem, v Avstriji in Švici. Nato je bil imenovan za sodnika Evropskega sodišča za človekove pravice, kjer je deloval do leta 2019. Na volitvah za predsednika Latvije leta 2015 je zasedel drugo mesto za Raimondsom Vējonisom. Leta 2018 je bil ponovno imenovan za sodnika Sodišča Evropskih skupnosti, kamor je bil prvič imenovan leta 2004. Je poročen in oče dveh otrok: sina Linardsa in hčere Indre. Leta 2019 je objavil knjigo spominov.

## Mladost
Levits se je rodil v Rigi v družini latvijsko-judovskega inženirja Jonassa Levitsa in njegove žene, latvijsko-baltske nemške pesnice Ingeborge Levite (rojena Barga, z imenom Aija Zemzare). Leta 1972 je bila družina zaradi sovjetskih disidentskih dejavnosti izgnana iz ZSSR in se naselila v Zahodni Nemčiji, kjer so živeli sorodniki Ingeborge. Tam so ostali do leta 1990, ko je Latvija ponovno razglasila neodvisnost.
Levits je v intervjujih izjavil, da se kljub judovskemu poreklu v glavnem opredeljuje za Latvijca.

## Politična kariera
Levits je v latvijsko politiko vpleten od poznih osemdesetih let. Postal je član Latvijske ljudske fronte in član Latvijskega kongresa državljanov, ustanovljenega leta 1989. Kasneje se je pridružil političnemu klubu "Klubs 21" in bil leta 1993 izvoljen za poslanca 5. sklica Saeime, in sicer na listi Latvijas Ceļš. Leta 2016 je bil med najbolje plačanimi uradniki Evropske unije. Leta 2018 ga je evropsko gibanje - Latvija razglasilo za "evropsko osebo leta v Latviji".
Bil je veleposlanik Latvije v Avstriji, Švici in na Madžarskem.
Je soavtor preambule Latvijske ustave in vodja komisije za ustavno pravo, ki je pod predsedstvom delal skupaj z odvetnikom Laurisom Liepo.

### Predsedniške kampanje
Levitsa je stranka National Alliance v letih 2011 in 2015 imenovala za svojega predsedniškega kandidata. O Levitsu so v začetku leta 2019 široko razpravljali kot o potencialnem kandidatu za predsednika in stranke vladajoče koalicije so 15. aprila napovedale, da bodo podprle kandidaturo Levitsa. Latvijski parlament ga je izvolil 29. maja 2019. 

### Predsedstvo
Levits je bil Saeimi inavguriran 8. julija 2019. Med svojim otvoritvenim govorom je opozoril, da "idealne države ni, ker to pomeni ustavljen napredek." Po slovesnosti je obiskal spomenik svobode, položil rože na grob Jānisa Čaksteja in od odhajajočega predsednika Raimondsa Vējonisa prejel ključe gradu Riga. 10. julija je imel prvi obisk v tujini, in sicer v Talinu v Estoniji, kjer se je sestal s predsednico Kersti Kaljulaido in premierjem Jürijem Ratasom.
Čeprav se je sprva nameraval potegovati za drugi mandat, je tri tedne pred volitvami maja 2023 oznanil, da ne bo kandidiral.

## Sodniška kariera
Leta 1995 je bil Levits izvoljen za predstavnika Latvije na Evropskem sodišču za človekove pravice. Od leta 2004 je predstavnik Latvije pri Evropskem sodišču, kjer mu bo mandat potekel leta 2024.

## V popularni kulturi
V epizodi oddaje Saturday Night Live, dne 7. decembra 2019, je Levitsa upodobil Alex Moffat, in sicer v epizodi, ki se je posmehovala izkušnjam Donalda Trumpa na Natovem vrhu leta 2019.

## Osebno življenje
Levits je poročen z Andro Levite, ginekologinjo. Ima sina po imenu Linards in hčerko po imenu Indra. Leta 2019 je izdal svojo prvo knjigo Valstsgriba. Idejas un domas Latvijai 1985–2018 (Volja države: ideje in misli za Latvijo 1985–2018), kjer navaja članke, intervjuje in jih kot sodnik na Sodišču Evropske unije dopolnjuje s svojim osebnim mnenjem. Poleg maternega jezika govori tudi nemško (od časa v Nemčiji), angleško, francosko in rusko.

## Odlikovanja
Državne časti
- Latvija: Grand Master and Commander Grand Cross with Chain of the Order of the Three Stars (8 July 2019)
- Latvija: Grand Master and Grand Cross of the Order of Viesturs
- Latvija: Grand Master of the Cross of Recognition

## Objave
- kl9789984840567iLevits, Egils (2019). Valstsgriba. Idejas un domas Latvijai 1985–2018 [A Will for Statehood: Ideas and thoughts for Latvia 1985–2018]. Riga. ISBN 9789984840567.
- Levits, Egils; Roses, Allan; Bot, Yves (2012). The Court of Justice and the Construction of Europe: Analyses and Perspectives on Sixty Years of Case-law (v angleščini in francoščini). Springer Science & Business Media. ISBN 978-9067048972.978-9067048972
- Verfassungsgerichtsbarkeit na Latviji. Osteuropa-Recht: Gegenwartsfragen aus dem sowjetischen Rechtskreis Osteuropa-Recht, letn. 43, št. 4, str. 305-328, letn. 43, št. 4, str. 305-328, 1997.
- Der zweite Weltkrieg und sein Ende na Latviji. Lüneburg: Institut Nordostdeutsches Kulturwerk, 1996.
- Die Wirtschaft der baltischen Staaten im Umbruch. Köln: Wissenschaft und Politik, 1992. (z Borisom Meissnerjem; Dietrich A Loeber; Paulis Apinis in drugi)
- Lettland unter sowjetischer Herrschaft: die politische Entwicklung 1940-1989. Köln: Markus Verlag, 1990
- Sowjetunion heute: Glasnost in Peristroika; Grundinformation. [Kiel]: 1989
- Die baltischen Staaten: Estlandija - Latvija - Litauen. Bonn: Bundeszentrale für politische Bildung, 1989. (s Hildegard Bremer) (v nemščini)
- Der politische Konflikt zwischen den Selbstbestimmungsbestrebungen und dem sowjetischen Herrschaftsanspruch na Latviji: eine regionale Fallstudie zur sowjetischen Nationalitätenpolitik. Marburg an d. Lahn: Johann-Gottfried-Herder-Institut, 1988.
- Die baltische Frage im Europäischen Parlament. 1983. Bd. 22. S.9-37
- Die demographische Situation in der UdSSR und in den baltischen Staaten unter besonderer Berücksichtigung von nationalen und sprachsoziologischen Aspekten. 1981.